# Fatah al-Intifada
Fatah al-Intifada (arabisch فتح الإنتفاضة, DMG Fatḥ al-Intifāḍa ‚Fatah-Aufstand‘) ist eine militante palästinensische Gruppierung, die durch Oberst Said al-Muragha, besser bekannt unter seinem nom de guerre Abu Musa, gegründet wurde. Deswegen wird die Gruppierung oft auch als Organisation Abu Musa bezeichnet. Selbst bezeichnet sie sich als Palestinian National Liberation Movement - "Fatah" (حركة التحرير الوطني الفلسطيني - "فتح") und benutzt damit denselben Namen wie die bekannte Fatah-Bewegung. Die Fatah al-Intifada ist nicht Bestandteil der PLO.

## Geschichte
Die Mitglieder von Fatah al-Intifada waren ursprünglich Mitglieder der Fatah, spalteten sich aber 1983 während des Libanesischen Bürgerkrieges ab, an dem die PLO teilnahm. Die Spaltung entstand aufgrund einiger Differenzen zwischen Abu Musa und Jassir Arafat in verschiedenen Fragen, einschließlich militärischer Entscheidungen und wegen politischer korruption. Die Fatah al-Intifada wurde mit syrischer Unterstützung gebildet und zog schnell eine Reihe von Guerilla-Kämpfern an, die von Arafats Rolle in der Fatah und der PLO enttäuscht waren. Die Rivalität hatte auch eine politische Dimension, da die Organisation eine Stellung einnahm, die links von der ansonsten apolitischen Fatah lag und die Phrasen der Sozialisten verwendete. Abu Musa hat den Standpunkt vertreten, dass der Libanesische Bürgerkrieg kein konfessionell begründeter Konflikt war, sondern eine Form der Klassenkampfes. Syrien gewährleistete, dass die Streitkräfte Abu Musas bei der Attacke auf Arafat und seine Getreuen in der Fatah über ausreichend Rückendeckung verfügten, während sich andere radikale Organisationen in der PLO als Teil der Ablehnungsfront abseits hielten. Die Kämpfe führten zu schweren Verlusten auf beiden Seiten, halfen jedoch Syrien, seinen Einfluss auf die von Palästinensern gehaltenen Gebiete des Libanon auszuweiten. Fatah al-Intifada geriet schnell unter die Vorherrschaft der syrischen Armee und wurde deswegen weitgehend als Marionettenorganisation angesehen.
Von 1985 bis 1988 war die Fatah al-Intifada in den Krieg in den Flüchtlingslagern verwickelt, einem Versuch Syriens, die PLO aus ihren Stützpunkten innerhalb der Flüchtlingslage zu vertreiben, der durch die schiitische Miliz Amal und einige palästinensische Gruppierungen der Ablehnungsfront unterstützt wurde. Nach gemeinsamen Bemühungen der syrischen Armee und einer Reihe von palästinensischen und libanesischen Gruppen, die von Damaskus kontrolliert oder beeinflusst wurden, zu denen neben der Fatah al-Intifada die Volksfront zur Befreiung Palästinas – Generalkommando (PFLP-GC), as-Sa'iqa, Amal, die syrische Palästinensische Befreiungsarmee (PLA) und Teile der Palästinensischen Befreiungsfront (PLF) gehörten, wurde die PLO in der zweiten Hälfte der 1980er-Jahre aus dem Libanon herausgedrängt. Zu diesem Zeitpunkt war die Fatah al-Intifada bereits zu einem kleinen Teil des syrischen Netzes von militärischen Stellvertretern reduziert und wenig oder gar keine eigenen Entscheidungsbefugnisse.
Während der späten 1980er-Jahre hatte die Fatah al-Intifada eine kurze Phase der Wiederannäherung an Arafats Fatah, aber aufgrund ihrer Opposition zum Oslo-Friedensprozess und den traditionell schlechten Beziehungen zwischen der PLO und dem syrische Präsidenten Hafiz al-Assad konnte die Fatah al-Intifada sich keine Stellung in der heutigen palästinensischen Politik sichern. Stattdessen verblieb sie als Minderheitengruppierung in den palästinensischen Flüchtlingslagern in Syrien und Libanon, wo sie sich unter dem Deckmantel der syrischen Anwesenheit im Libanon bis zur Zedernrevolution im Jahre 2005 hielt. Die Fatah al-Intifada hat jedoch wenig oder gar keinen Einfluss außerhalb der beiden Staaten und es gibt keine offizielle Vertretung in den Palästinensergebieten.
Im Spätherbst 2006 splitterte sich von der Fatah al-Intifada die radikal-islamische Gruppierung Fatah al-Islam ab.

## Führung
Abu Musa zog sich von der Führung der Gruppierung in den 1990er-Jahren zurück. Der Posten des Generalsekretärs wird nun von Abu Chalid al-Umla besetzt, während Abu Fadi Hammad als regionaler Generalsekretär für Libanon fungiert.

## Militante Aktivitäten
Während der 1980er-Jahre führte die Fatah al-Intifada verschiedene Angriffe auf Israel durch, die sich auch gegen Zivilisten richteten, hat aber seit kurz vor Beginn des Oslo-Friedensprozesses 1993 keine Angriffe mehr ausgeführt.